# Veratrum fimbriatum
Veratrum fimbriatum är en nysrotsväxtart som beskrevs av Asa Gray. Veratrum fimbriatum ingår i släktet nysrötter, och familjen nysrotsväxter. Inga underarter finns listade.